# Андервуд, Сесил Харлэнд
Сесил Харлэнд Андервуд (англ. Cecil Harland Underwood; 5 ноября 1922, Джозефс Милс, Западная Виргиния — 24 ноября 2008, Чарлстон) — американский академический и политический деятель-республиканец, 25-й и 32-й губернатор Западной Виргинии (1956—1960 и 1996—2000). Андервуд одновременно является и самым молодым (34 года на момент избрания на первый срок), и самым старым (74 года на момент переизбрания) губернатором в истории Западной Виргинии.

## Биография

### Ранняя жизнь
Сесил Андервуд родился 5 ноября 1922 года в Джозефс-Миллсе (Западная Виргиния), в семье фермера Сайласа Андервуда и его жены Дейлы.Он окончил среднюю школу в округе Тайлер в 1939 году и служил резервистом армии США во время Второй мировой войны. После демобилизации поступил в Салемский колледж в округе Гаррисон, который окончил в 1943 году. В 1943–1946 годах Андервуд работал учителем биологии в Сент-Мэрисе, в 1946–1950 преподавал в Мэриэтте (Огайо), а в 1950 вернулся в Салемский колледж на позицию вице-ректора.

### Первый срок на посту губернатора (1956—1960)
Андервуд начал заниматься политикой в возрасте 22 лет, баллотировавшись в Палату делегатов Западной Виргнии от Республиканской партии и занимавший должность делегата от округа Тайлер до 1956 года. В 1956 году Андервуд был избран на пост губернатора Западной Виргинии, опередив мэра Чарльстона Джона Копенгейвера на 7200 голосов на республиканских праймериз и одержав уверенную победу над членом палаты представителей демократом Бобом Моллоханом на всеобщих выборах с отрывом в 63 000 голосов. Будучи избранным в возрасте 34 лет, Андервуд стал самым молодым губернатором Западной Виргинии и одним из самых молодых губернаторов в истории США, а также первым республиканцем-губернатором штата с 1928 года.
После избрания, Андервуд продолжил политику ненасильственной расовой десегрегации в школах Западной Виргинии, начатую его предшественником Уильямом Марландом. Кроме того, Андервуд провёл реформу устройства государственной службы и пенсионной системы, способствовал развитию угольной индустрии и создал программу помощи малоимущим семьям. При Андервуде в Западной Виргинии были построены первые межштатные автомагистрали и прекращены смертные казни.

### Между сроками
Поскольку конституция Западной Виргинии запрещала губернаторам занимать свой пост два срока подряд, Андервуд оставил свою должность в 1960 году. В том же году он баллотировался в Сенат США, но проиграл действующему сенатору-демократу Дженнингсу Рэндольфу. На выборах губернатора штата в 1964 году он потерпел поражение от демократа Хьюлетта Смита, а на выборах 1968 года проиграл Арчу Муру-младшему на республиканских праймериз. Он снова баллотировался на пост губернатора 8 лет спустя, в 1976 году, однако потерпел крупное поражение от демократа Джона Дэвисона Рокфеллера, выигравшего с отрывом в 250 000 голосов.
В 1960-х годах кандидатура Андервуда рассматривалась на пост вице-президента при Ричарде Никсоне. После неудачной попытки баллотироваться в Сенат Андервуд устроился на работу в Monsanto Company и основал собственную компанию по освоению земель. В то же время, он продолжил свою академическую карьеру, занимая должности ректора колледжа Бетани в Западной Виргинии и преподавателя политологии в университете Маршалла.

### Второй срок на посту губернатора (1996—2000)

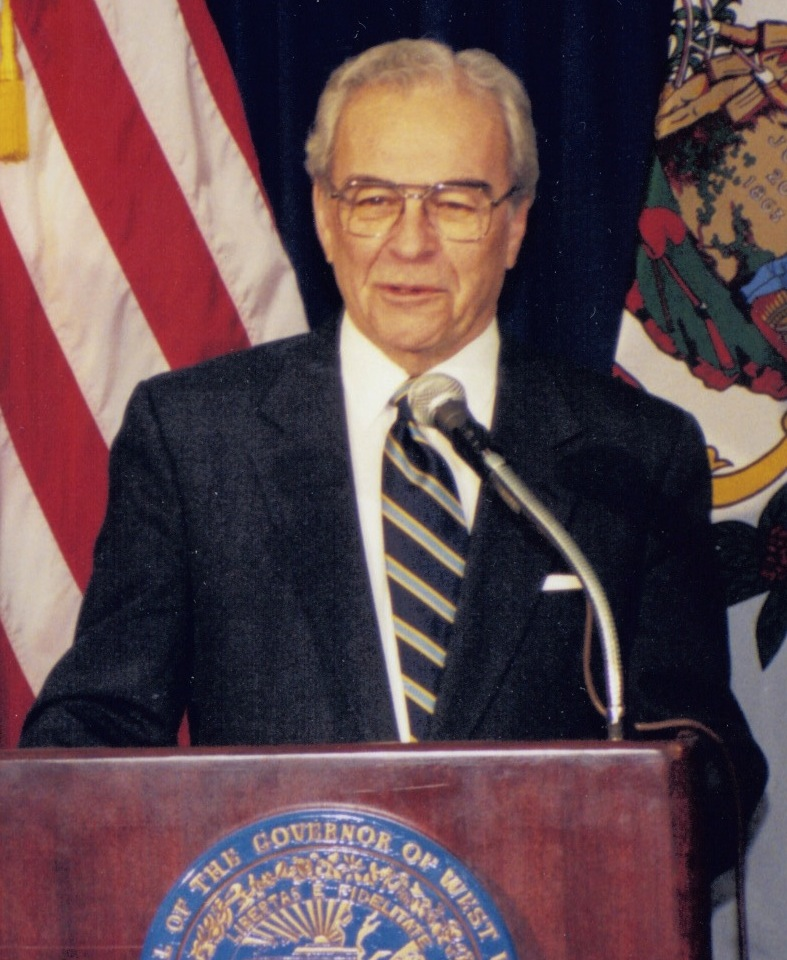
Андервуд в 1998 году после избрания на второй срок

Андервуд был переизбран на пост губернатора Западной Виргинии 36 лет спустя окончания своего первого срока, в 1996 году, одержав победу над  Джоном Макбрайдом на партийных праймериз и Дэвидом МакКинли на всеобщих выборах. На момент переизбрания Андервуду было 74 года, что делает его не только самым молодым, но и самым старым губернатором Западной Виргинии в истории штата. Во время своего второго срока, Андервуд создал и возглавил Комиссию по справедливому налогообложению (англ. Governor's Commission of Fair Taxation), которая провела тщательный анализ налоговой структуры штата. Помимо этого, он оптимизировал административные расходы на образование и другие социальные службы.
В 2000 году Андервуд баллотировался на третий срок, однако проиграл с небольшим отрывом демократу Роберту Уайзу. После ухода из политики он пережил два инсульта (в 2006 и 2008 годах), после которых он потерял способность говорить. Сесил Андервуд умер 14 ноября 2008 года в Чарльстоне в возрасте 86 лет; его тело было пожертвовано в университет Маршалла для медицинских исследований.